# Polonia en los Juegos Olímpicos de Múnich 1972
Polonia estuvo representada en los Juegos Olímpicos de Múnich 1972 por un total de 290 deportistas que compitieron en 22 deportes.  
El portador de la bandera en la ceremonia de apertura fue el halterófilo Waldemar Baszanowski.

## Medallistas
El equipo olímpico polaco obtuvo las siguientes medallas:
| Nombre                                                                        | Deporte            | Competición                     |
| ----------------------------------------------------------------------------- | ------------------ | ------------------------------- |
| Oro                                                                           |                    |                                 |
| Władysław Komar                                                               | Atletismo          | Peso M                          |
| Jan Szczepański                                                               | Boxeo              | Ligero (60 kg) M                |
| Witold Woyda                                                                  | Esgrima            | Florete ind. M                  |
| Marek Dąbrowski Jerzy Kaczmarek Lech Koziejowski Witold Woyda Arkadiusz Godel | Esgrima            | Florete por eqs. M              |
| Equipo                                                                        | Fútbol             | Torneo M                        |
| Zygmunt Smalcerz                                                              | Halterofilia       | 52 kg M                         |
| Józef Zapędzki                                                                | Tiro               | Pistola rápida de fuego 252 m M |
| Plata                                                                         |                    |                                 |
| Wiesław Rudkowski                                                             | Boxeo              | Superwélter (71 kg) M           |
| Lucjan Lis Edward Barcik Stanisław Szozda Ryszard Szurkowski                  | Ciclismo en ruta   | Contrarreloj por eqs. M         |
| Norbert Ozimek                                                                | Halterofilia       | 82,5 kg M                       |
| Antoni Zajkowski                                                              | Judo               | –70 kg M                        |
| Irena Szydłowska                                                              | Tiro con arco      | Individual F                    |
| Bronce                                                                        |                    |                                 |
| Ryszard Katus                                                                 | Atletismo          | Decatlón M                      |
| Irena Szewińska                                                               | Atletismo          | 200 m F                         |
| Leszek Błażyński                                                              | Boxeo              | Mosca (51 kg) M                 |
| Janusz Gortat                                                                 | Boxeo              | Semipesado (81 kg) M            |
| Andrzej Bek Benedykt Kocot                                                    | Ciclismo en pista  | Tándem                          |
| Zbigniew Kaczmarek                                                            | Halterofilia       | 67,5 kg M                       |
| Kazimierz Lipień                                                              | Lucha grecorromana | 62 kg M                         |
| Czesław Kwieciński                                                            | Lucha grecorromana | 90 kg M                         |
| Władysław Szuszkiewicz Rafał Piszcz                                           | Piragüismo         | K2 1000 m M                     |